# UTM-02

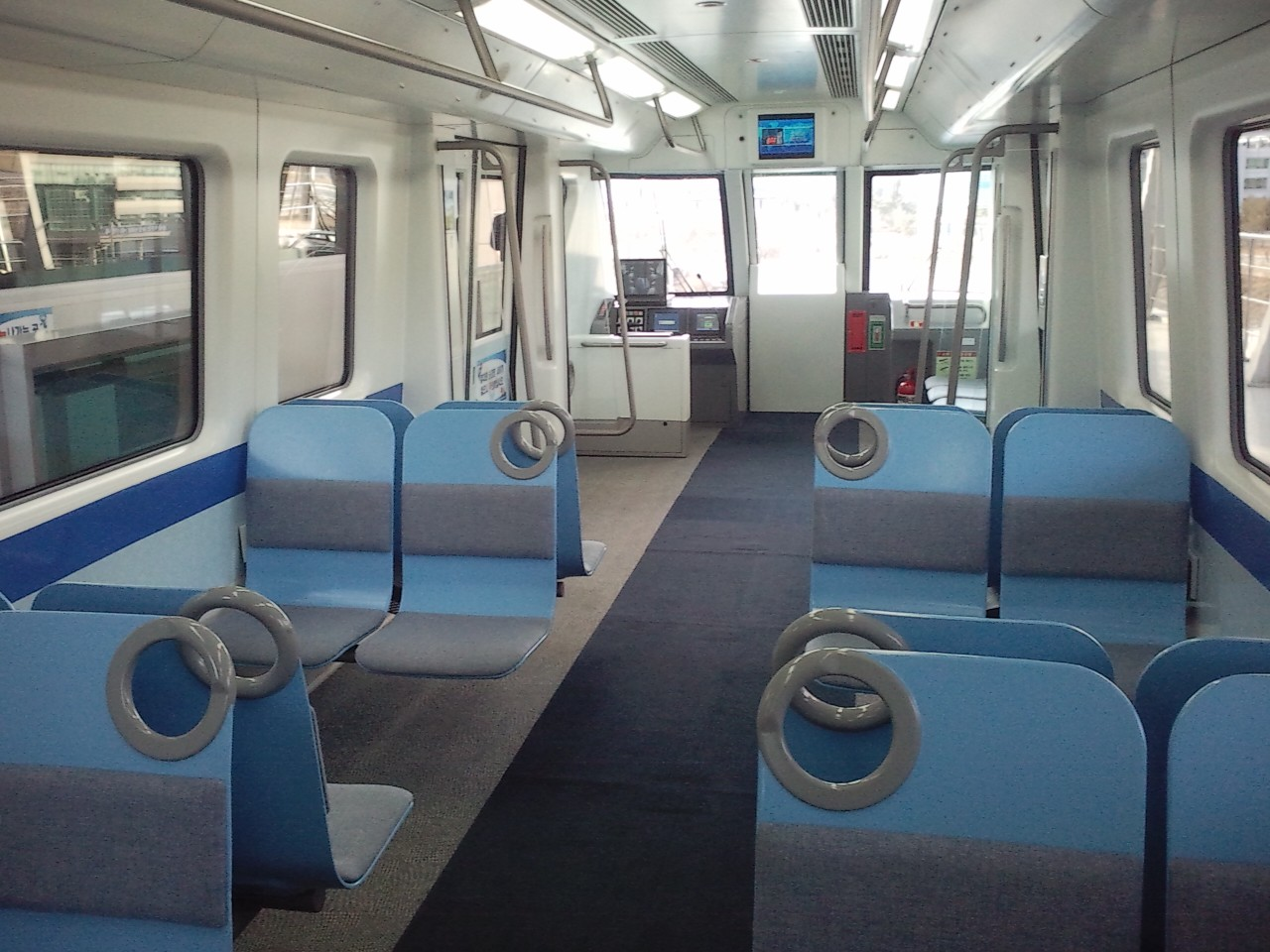
UTM-02の内装

UTM-02は、磁気浮上列車の継続的な研究のために開発された車両である。
車両開発は韓国機械研究院の試験線で行われ、2008年よりエキスポ駅 - 科学館駅間の延長1.0キロメートル区間で運行開始した。
2011年までは車両を現代ロテムで管理していたが、契約満了に伴い現在は国立中央科学館が車両管理を行っている。
2015年に、万博再現事業によりエキスポ科学公園が撤去される過程で、エキスポ駅と科学館駅を結ぶ軌道も解体され、現在は国立中央科学館の敷地内でのみ運行が行われている。
浮上方式は、低速走行に適した常電導吸引式であり、平均速度は30キロメートル毎時である。

## 特徴
韓国で最初に商業運行を開始した磁気浮上列車であり、運転室が新盆唐線、K-AGTのように客室とつながっており、前面眺望が可能となっている。

## 編成
MC1-MC2